# (73420) 2002 LX36
(73420) 2002 LX36 – planetoida z pasa głównego asteroid okrążająca Słońce w ciągu 4,41 lat w średniej odległości 2,69 j.a. Odkryta 9 czerwca 2002 roku.